# 1928年夏季奧林匹克運動會摩納哥代表團
1924年夏季奧林匹克運動會摩納哥代表團參加1928年5月17日至8月12日在荷蘭阿姆斯特丹舉行的1928年夏季奧林匹克運動會，摩納哥今次是第三次參加夏季奧林匹克運動會，派出七名運動員參加帆船、划船及田徑比賽，

## 比賽成績

### 田徑
一名運動員代表摩納哥參賽，這是該國第三次參加田徑比賽。
男子田賽
| 運動員        | 項目         | 決賽     | 決賽     |
| 運動員        | 項目         | 積分     | 排名     |
| ------------- | ------------ | -------- | -------- |
| 加斯頓·梅德桑 | 男子十項全能 | 無法完成 | 無法完成 |

男子徑賽
| 運動員        | 項目     | 預賽 | 預賽 | 決賽     | 決賽     |
| 運動員        | 項目     | 距離 | 排名 | 距離     | 排名     |
| ------------- | -------- | ---- | ---- | -------- | -------- |
| 加斯頓·梅德桑 | 男子跳遠 | 6.51 | 34T  | 無法晉級 | 無法晉級 |

### 划船
一名運動員代表摩納哥參賽，這是該國首次參加划船比賽。
| 亞歷山大·德維西 路易斯·喬貝吉亞 查爾斯·加德托 埃米爾·加德托 皮埃爾·萊維西 | 男子四人單槳 | 不詳 | 2 r | 8:02.4 | 2 | 無法晉級 | 無法晉級 | 無法晉級 | 無法晉級 | 無法晉級 | 無法晉級 | 無法晉級 | 無法晉級 | 無法晉級 | 無法晉級 |

### 帆船
一名運動員代表摩納哥參賽，這是該國第二次參加帆船比賽。
| 運動員        | 項目       | 決賽     | 決賽     |
| 運動員        | 項目       | 積分     | 排名     |
| ------------- | ---------- | -------- | -------- |
| 埃米爾·巴拉爾 | 十二尺小艇 | 無法完成 | 無法完成 |

### 藝術比賽
藝術比賽是夏季奧林匹克運動會非官方比賽項目，有三人參與藝術比賽包括米歇爾·拉瓦里諾、馬克-塞薩爾·斯科托及奧古斯特·菲利普·馬洛科。

## 外部鏈接
- 奥运会官方报告
- J.O. d'Amsterdam （页面存档备份，存于）（法语）